# Wonderland (proyecto)
Wonderland (del inglés: «Mundo maravilloso» y en chino; como mundo maravilloso de la traducción del inglés, 仙境, y en pinyin: Xiānjìng) fue un proyecto sin éxito puesto en marcha durante los años 90, hecho por Disney con el propósito de construir un parque de diversiones a las afueras de Pekín, el cual sería el más grande del oriente asiático.

## Proyecto
La idea del proyecto fue propuesta originalmente por la compañía norteamericana The Walt Disney Company. Wonderland tendría una superficie de más de 100 acres y su temática sería sobre castillos medievales, muy similar a su parque Disneyland. El proyecto se canceló en Disneyland. De manera forzada, los agricultores usaron el terreno de Wonderland como un sitio de crianza de ganado, junto con los cultivos dispersos por las estructuras.
El parque de atracciones tenía un diseño casi igual al del parque de diversiones de Disneyland. Pero como The Walt Disney Company  siendo quien inicio el proyecto no podía protestar (por ser quien inicio el "proyecto"), decidió firmar un tratado en Hong Kong para la construcción del Shanghai Disney Resort; el acuerdo fue firmado en 1999. La preocupación por el gobierno local de que el «abandono de una construcción tan masiva» provocara una burbuja inmobiliaria en Changping, llevó a este a intentar reconstruir el parque en 2008, fracasando por segunda vez. En mayo de 2013, todas las estructuras fueron demolidas, dejando solo los cimientos; actualmente es un centro comercial.